# Souplesse
 (janvier 2020).
Si vous disposez d'ouvrages ou d'articles de référence ou si vous connaissez des sites web de qualité traitant du thème abordé ici, merci de compléter l'article en donnant les références utiles à sa vérifiabilité et en les liant à la section « Notes et références ».
Pour les articles homonymes, voir Souplesse (homonymie).

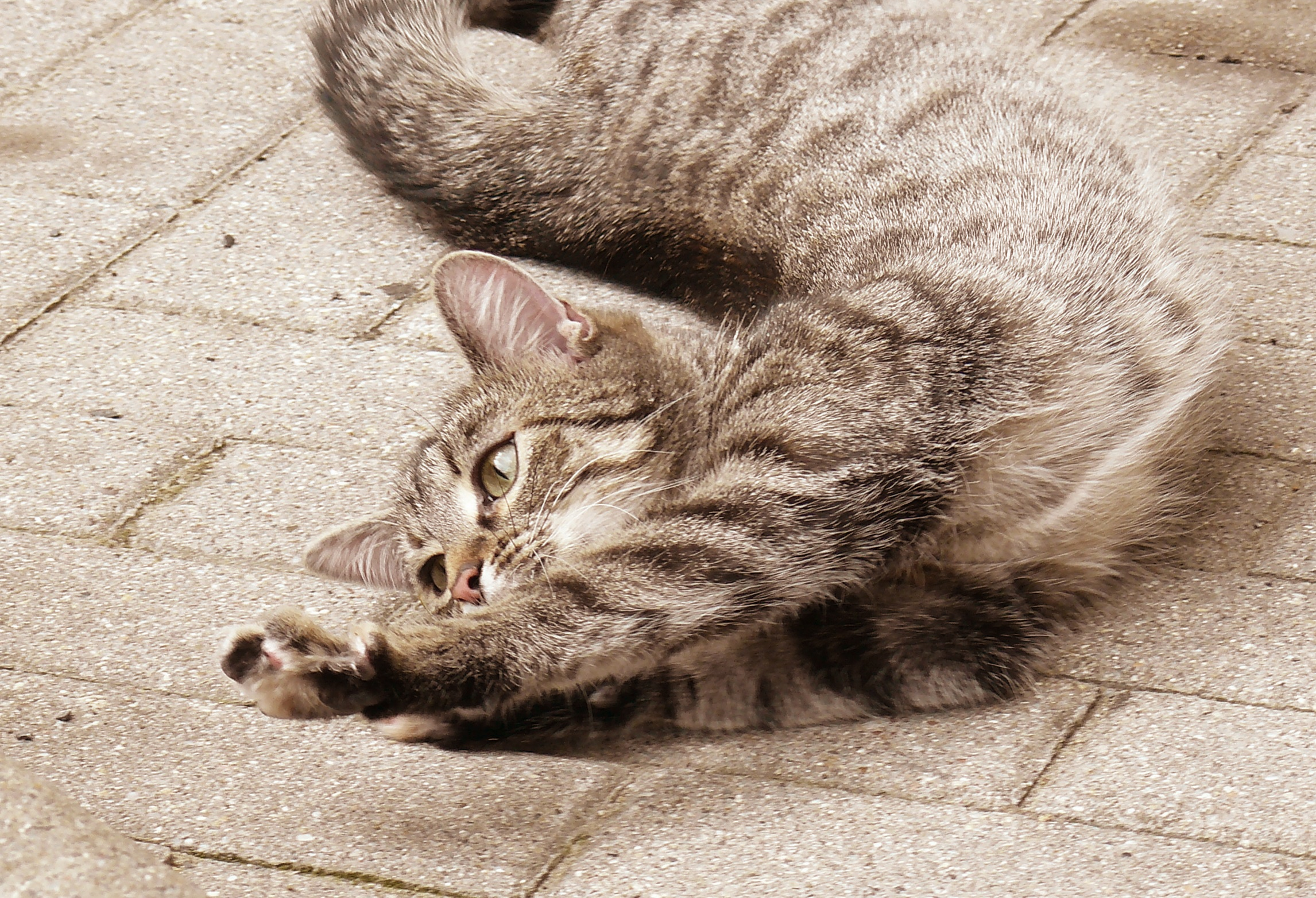
Un chat s'étirant. Le chat est doté d'une souplesse naturelle plus importante que celle de l'Homme.

La souplesse désigne la qualité physique permettant d'accomplir des mouvements corporels avec la plus grande amplitude (articulaire et musculaire) et aisance possibles, que ce soit d'une manière active (en mouvement dynamique) ou passive (sans mouvement dynamique).
De nombreux facteurs interviennent dans l'établissement de la souplesse : les éléments articulaires et musculaires, l'âge, la température ambiante, le relâchement psychologique...

« La souplesse est cette capacité et qualité qu'a le sportif de pouvoir exécuter des mouvements de grande amplitude articulaire par lui-même ou sous l'influence d'une force extérieure. »

— Weineck